# Pleszew (stacja kolejowa)
Pleszew – stacja kolejowa w Kowalewie (ok. 4 km od centrum Pleszewa), w województwie wielkopolskim, w Polsce, na linii kolejowej Poznań Główny – Kluczbork. Według klasyfikacji PKP ma kategorię dworca lokalnego.

## Ruch pasażerski
| Rok  | Wymiana pasażerska na dobę |
| ---- | -------------------------- |
| 2017 | 300-499                    |
| 2022 | 500-699                    |

Jest stacją styczną kolei normalnotorowej Pleszew do stacji Pleszew Wąskotorowy, która dawniej była stacją Krotoszyńskiej Kolei Dojazdowej łączącej Krotoszyn Wąskotorowy przez Dobrzycę i Pleszew Miasto z Broniszewicami. Stacja uruchomiona została w 1875 roku z chwilą uruchomienia linii Poznań Główny – Ostrów Wlkp. – Kluczbork. W okresie świetności współdzieliła ze stacją Pleszew Wąskotorowy kasy, poczekalnię i punkt gastronomiczny.
Ze stacji zbudowano połączenie normalnotorowe do stacji Pleszew Wąskotorowy, skąd na 4 km odcinku torów do stacji Pleszew Miasto biegła jedna szyna wspólna, natomiast druga była indywidualna dla wąskiego i normalnego toru. Ruch normalnotorowy prowadzony jest sporadycznie i tylko przez pociągi towarowe, dostarczające najczęściej węgiel na rampę rozładunkową dla składu węgla.
W czerwcu 2023 otwarto parking przesiadkowy przed dworcem. We wrześniu 2023 oddano do użytku zmodernizowany peron 1 dworca – zainstalowano nowe ławki, wiaty i oświetlenie.

## Galeria

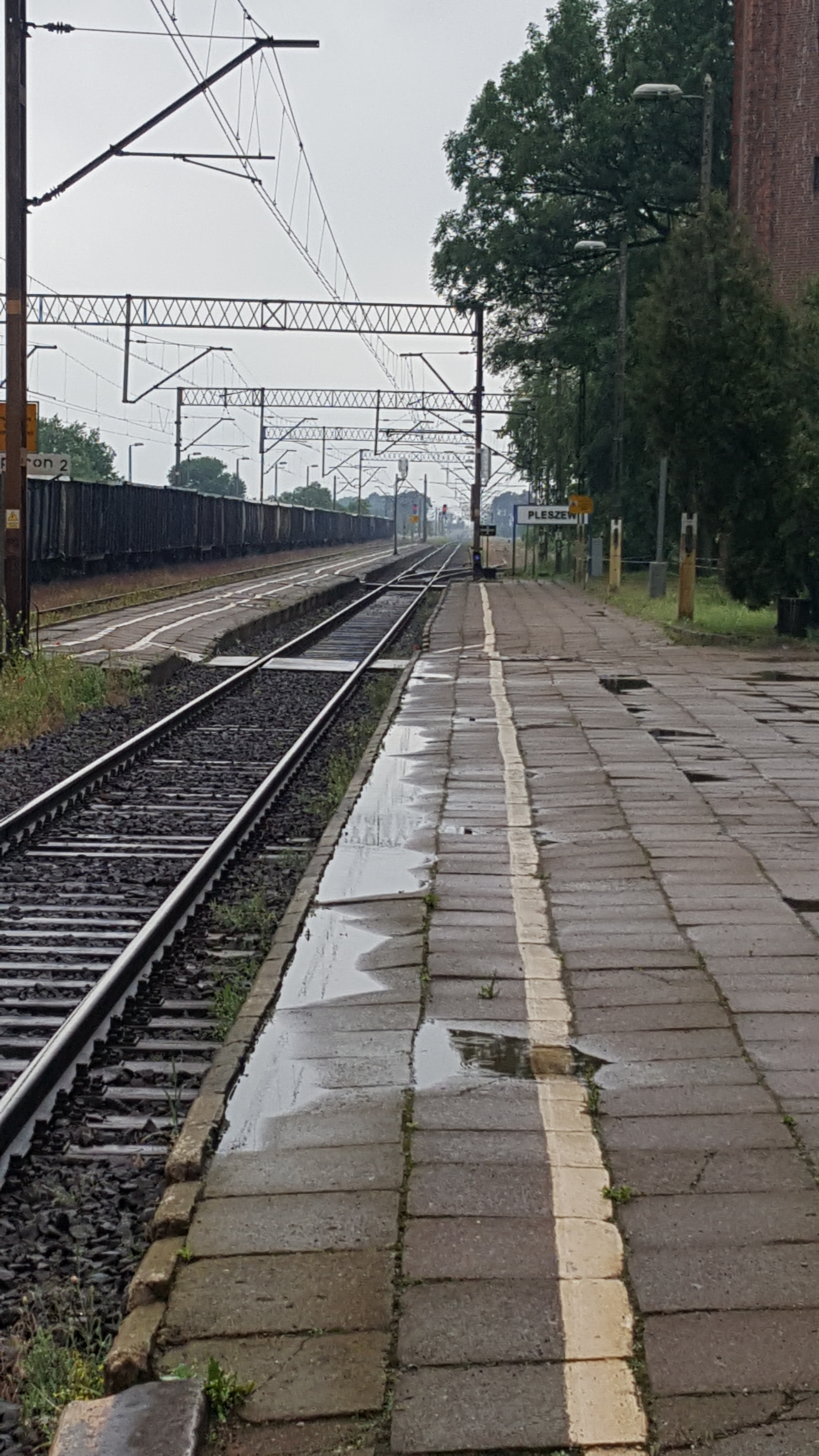
Widok na perony
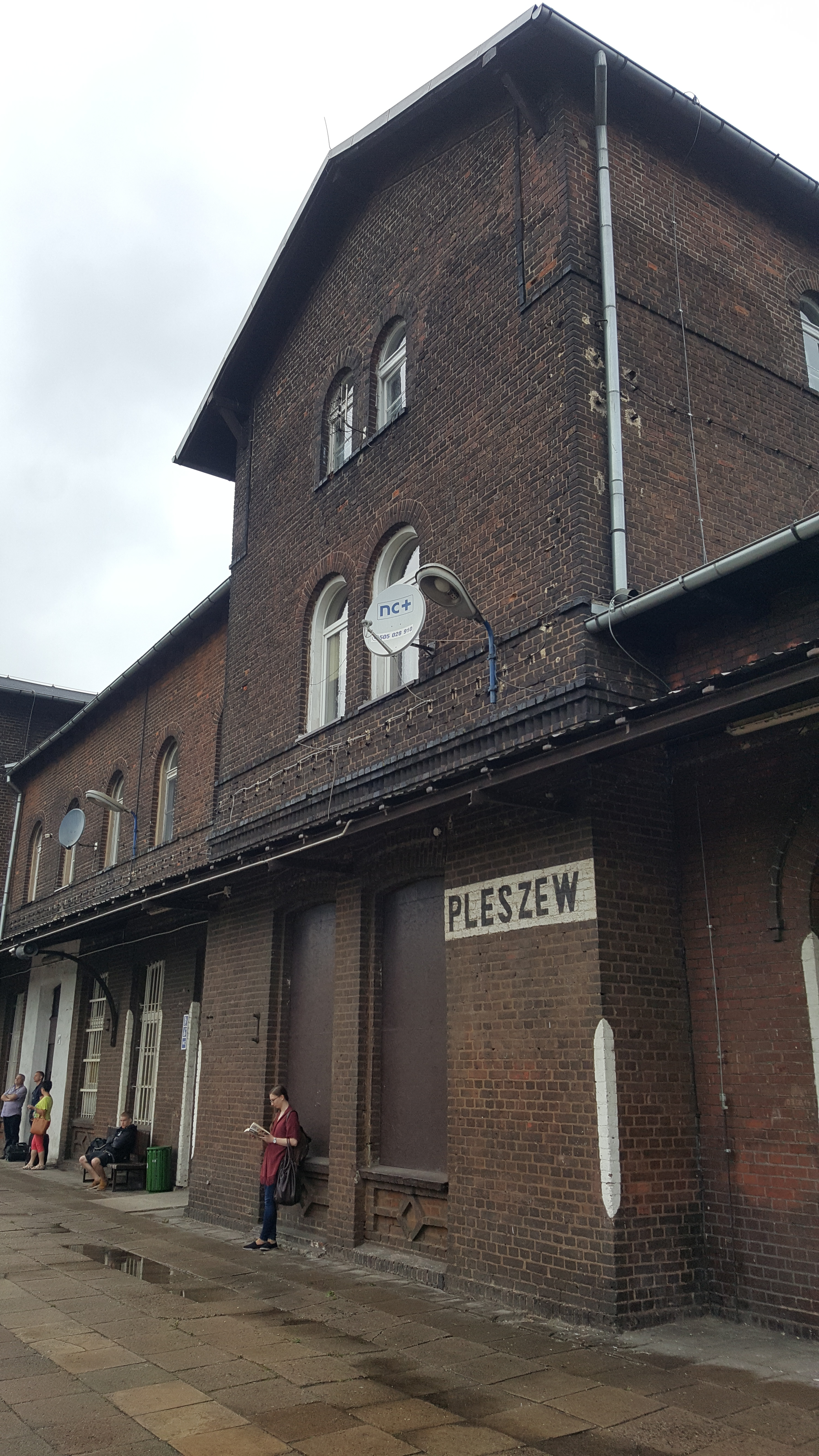
Budynek dworca
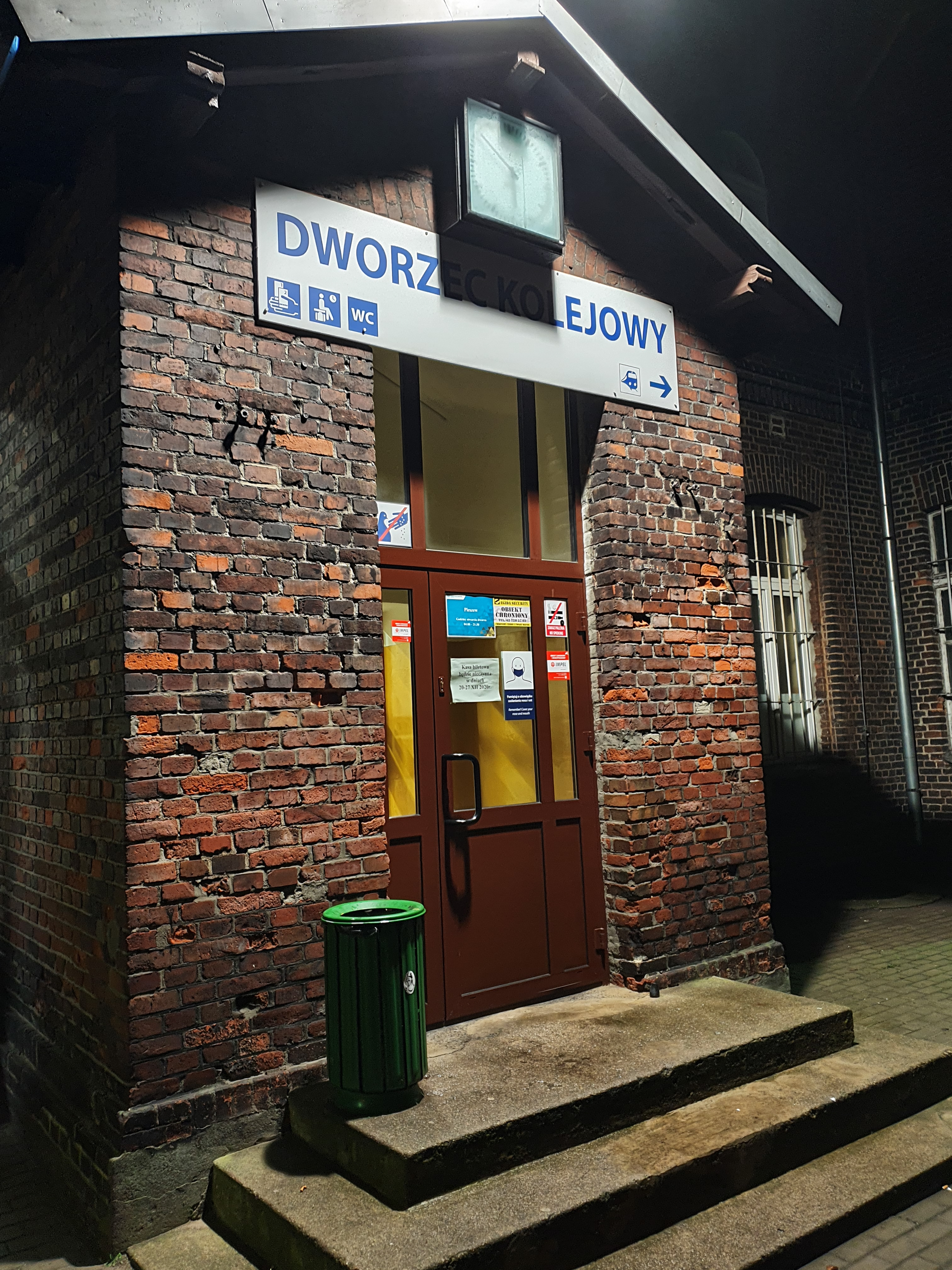
Drzwi wejściowe od strony ul. Dworcowej w Kowalewie
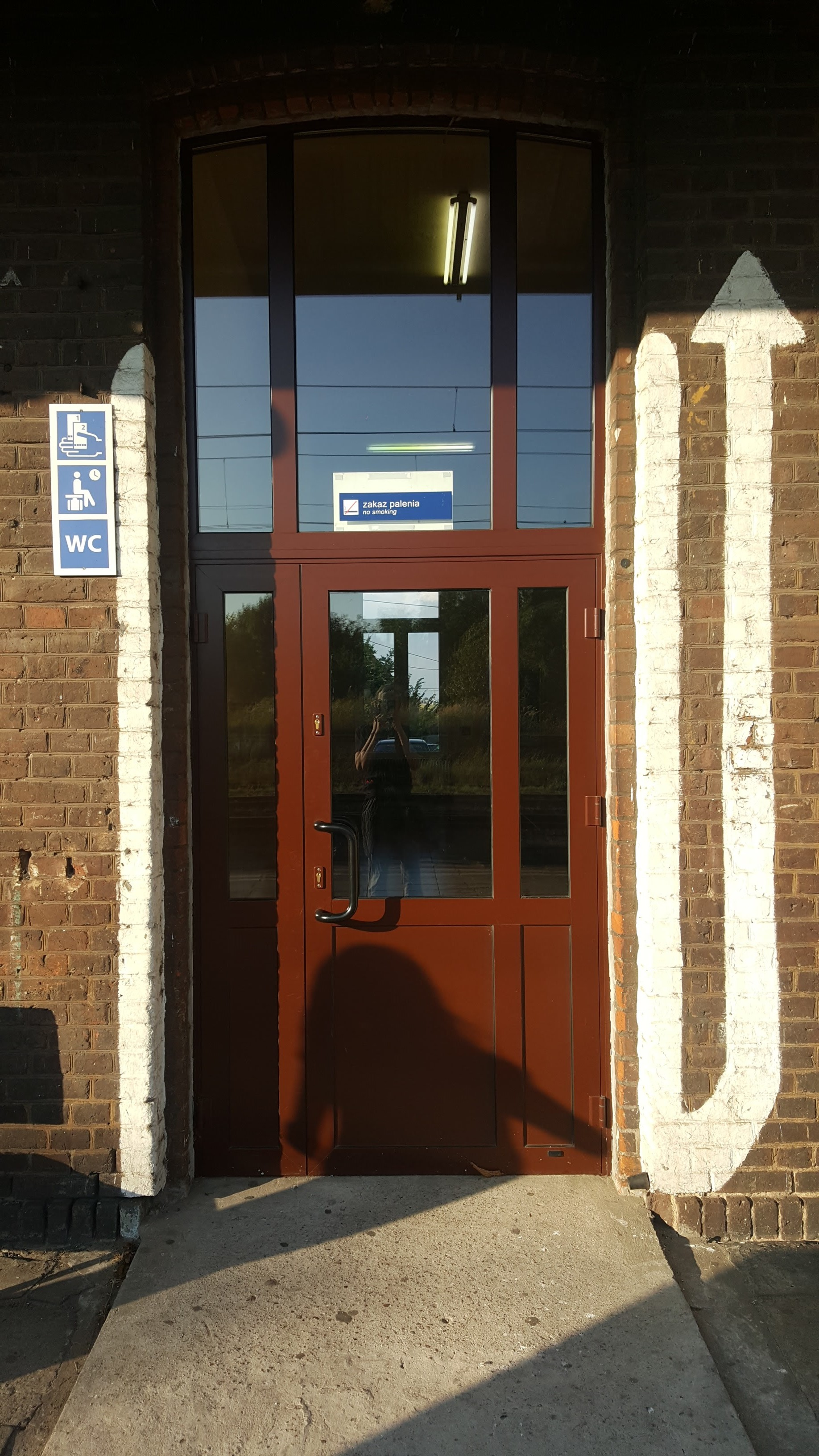
Drzwi wejściowe od strony peronów
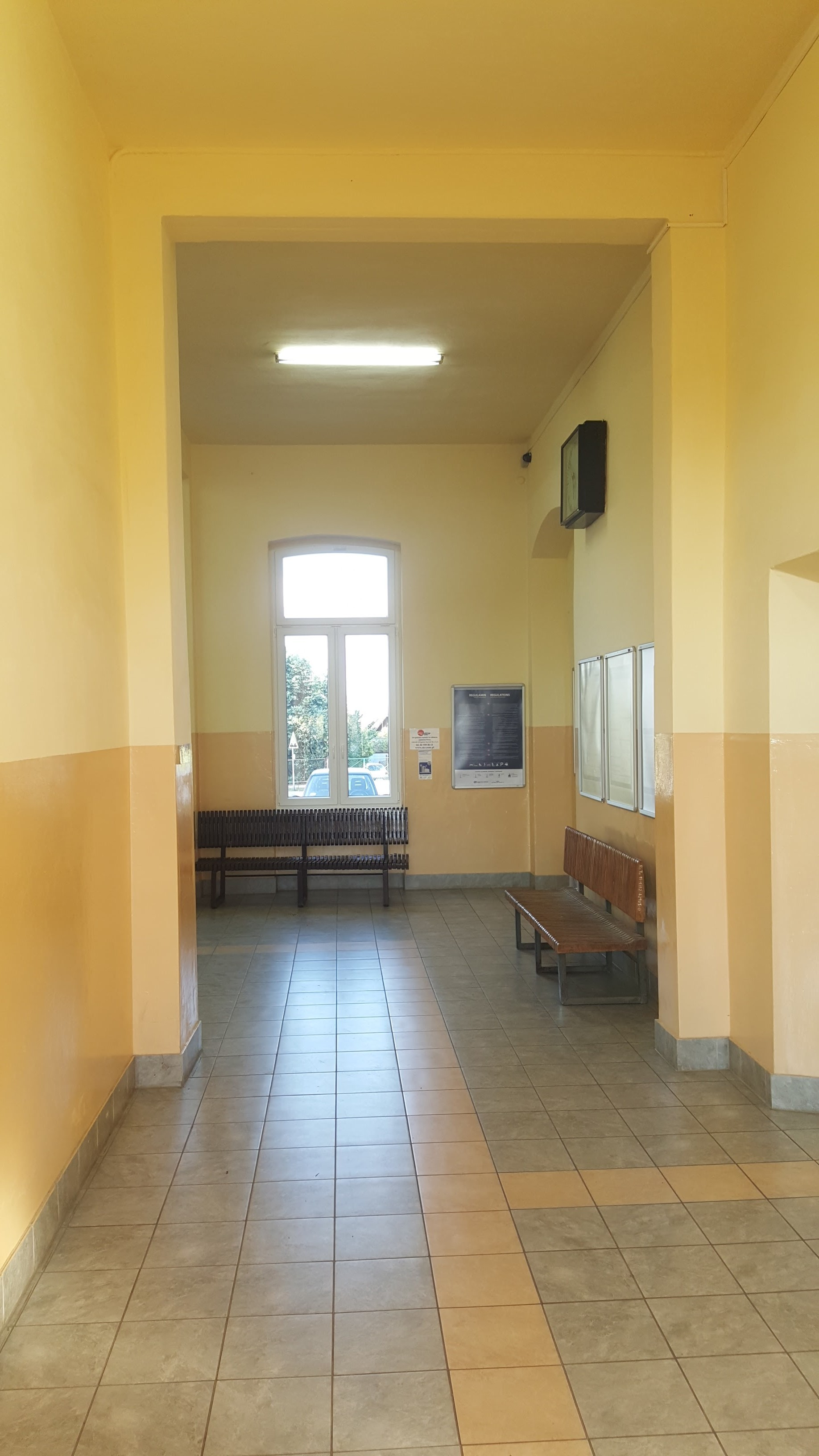
Wnętrze budynku dworca

## Połączenia
- Poznań Główny
- Środa Wielkopolska
- Jarocin
- Ostrów Wielkopolski
- Kalisz
- Katowice
- Sieradz
- Wrocław Główny
- Kołobrzeg
- Kraków Główny
- Łódź Kaliska
- Łódź Fabryczna
- Łódź Chojny
- Łódź Widzew
- Szczecin Główny
- Ustka

## Połączenia organizowane ze stacjiPleszew Wąskotorowy
- Pleszew Miasto